# ثعلب آناتولی
ثعلب آناتولی (نام علمی: Orchis anatolica) نام یک گونه از سرده ارکیده است.